# Tundu
Tundu – wieś w Estonii, w prowincji Võru, w gminie Mõniste.